# Morning Glory (Teksas)
Morning Glory je naseljeno mjesto za statističke potrebe u američkoj saveznoj državi Teksas. Prema popisu stanovništva iz 2010. u njemu je živjelo 651 stanovnika.